# Wolf-Dieter Ernst
Wolf-Dieter Ernst (* 1968 in Gelsenkirchen) ist ein deutscher Theaterwissenschaftler und Hochschullehrer in Bayreuth.

## Werdegang und Werk
Nach dem Abitur am Stadtgymnasium Detmold studierte er Theater-, Film- und Fernsehwissenschaft in Bochum sowie Angewandte Theaterwissenschaften in Gießen. Er promovierte an der Universität Basel 2001 mit einer Arbeit über Performance der Schnittstelle. Theater unter Medienbedingungen (zugl. Stipendium des DFG-Graduiertenkollegs „Theater als Paradigma der Moderne“, Universität Mainz). Von 2001 bis 2004 war er Koordinator des SNF-Forschungsprojektes „Bild-Figur-Zahl“ an der Universität Basel. Von 2004 bis 2006 wissenschaftlicher Mitarbeiter an der Universität Hildesheim. Von 2006 bis 2010 Akademischer Rat an der LMU München. 2009 habilitierte er sich zur „Diskurs- und Institutionengeschichte der Schauspielausbildung 1870–1930“. Die Arbeit wurde von der Deutschen Forschungsgemeinschaft gefördert. Seit 2010 ist er Professor für Theaterwissenschaft an der Universität Bayreuth und koordiniert u. a. den Bachelorstudiengang Theater und Medien und den Masterstudiengang Applied Theatre: Theater als Soziale Arbeit in Kooperation mit der Hochschule Coburg. 

## Veröffentlichungen
- Performance der Schnittstelle: Theater unter Medienbedingungen. Passagen-Verlag, Wien 2003.
- Mit Brandl-Risi, Bettina, Wagner, Meike (Hrsg.): Figuration. Beiträge zum Wandel der Betrachtung ästhetischer Gefüge. Epodium Verlag, München 2000.
- Mit Wagner, Meike (Hrsg.): Performing the Matrix. Mediating Cultural Performance. Epodium Verlag, München 2008.
- Networking. Kollektiv-kreativ-performativ. Epodium Verlag, München 2010.
- Der affektive Schauspieler. Die Energetik des postdramatischen Theaters. Verlag Theater der Zeit, Berlin 2012.
- Mit Klöck, Anja, Wagner, Meike (Hrsg.): Psyche-Technik-Darstellung. Beiträge zur Schauspieltheorie als Wissensgeschichte. Epodium Verlag, München 2016.
- Mit Klöck, Anja (Hg.): Spielräume professionellen Schauspielens. (= Sonderband Forum Modernes Theater), Band 33, Tübingen: Francke Narr 2022.
- Mit Meike Wagner (Hg.): Utopie in Theater, Performance und Aktion. (= Reihe Proskenium, Bd. 1) Bielefeld: Aisthesis 2024

## Belege
1. ↑  Ernst, Wolf-Dieter.: Performance der Schnittstelle : Theater unter Medienbedingungen. Dt. Erstausg Auflage. Passagen-Verl, Wien 2003.

| Personendaten    | Personendaten                                        |
| ---------------- | ---------------------------------------------------- |
| NAME             | Ernst, Wolf-Dieter                                   |
| KURZBESCHREIBUNG | deutscher Theaterwissenschaftler und Hochschullehrer |
| GEBURTSDATUM     | 1968                                                 |
| GEBURTSORT       | Gelsenkirchen                                        |